# Erwin Riedel
Erwin Riedel (* 1930 in Bullendorf) ist ein deutscher Chemiker und Hochschullehrer. Er ist Autor und Herausgeber mehrere verbreiteter Lehrbücher, die in zahlreichen Auflagen erschienen sind.

## Leben
Riedel absolvierte 1949 das Abitur an der Oberschule Finsterwalde, studierte Chemie in Berlin und erlangte im Jahr 1959 sein Diplom an der TU Berlin, seine Dissertation aus dem Jahr 1965, mit der er zum Dr.-Ing. promovierte, handelte von kristallchemischen und elektronischen Eigenschaften bestimmter magnesium-, mangan- und eisenhaltiger Mischkristallsysteme.
Im Jahr 1970 habilitierte er sich mit einer Arbeit über die Kristallchemie von Übergangsmetallchalkogeniden.
Danach wurde er zum Professor am damaligen „Institut für Anorganische und Analytische Chemie“ der TU Berlin berufen. Er ist Autor mehrerer verbreiteter Lehrbücher: die „Allgemeine und Anorganische Chemie“ ist ein Lehrbuch für Studenten mit Nebenfach Chemie, die „Anorganische Chemie“ ein Lehrbuch für Hauptfachstudenten. Darüber hinaus erscheint seit 1999 ein Band „Moderne Anorganische Chemie“ mit wechselnden Autoren, bei dem Riedel als Begründer und Herausgeber fungierte. Der Band erschien 2012 in der vierten Auflage, jetzt herausgegeben von Hans-Jürgen Meyer.
Ende März 1996 ging er in den Ruhestand.

## Veröffentlichungen (Auswahl)
- Allgemeine und anorganische Chemie: ein Lehrbuch für Studenten mit Nebenfach Chemie, Berlin, New York : de Gruyter  1979, ISBN 3-11-003822-6, 11. Auflage Berlin : De Gruyter 2013, ISBN 978-3-11-026919-2.
- (mit Christoph Janiak) Anorganische Chemie, 8. Auflage Berlin ; New Yorker, NY : De Gruyter 2011, ISBN 978-3-11-022566-2, erste Auflage: Berlin ; New York : de Gruyter 1988, ISBN 3-11-010162-9.
- Christoph Janiak, Dietrich Gudat, Ralf Alsfasser: Moderne Anorganische Chemie : Riedel. Herausgegeben von Hans-Jürgen Meyer, begründet von Erwin Riedel. 4. Auflage Berlin ; Boston, Mass. : De Gruyter  2012, ISBN 978-3-11-024900-2.
- (mit Willm Grimmich): Atombau, chemische Bindung, chemische Reaktion : Grundlagen in Aufgaben u. Lösungen, Berlin, New York : de Gruyter  1977.